# Lucilia fuscipalpis
Lucilia fuscipalpis este o specie de muște din genul Lucilia, familia Calliphoridae. A fost descrisă pentru prima dată de Zetterstedt în anul 1845. Conform Catalogue of Life specia Lucilia fuscipalpis nu are subspecii cunoscute.